# Alster (Burg-Reuland)
Alster ist ein Dorf in der belgischen Eifel mit 95 Einwohnern (Stand: 31. Dezember 2023), das zur Gemeinde Burg-Reuland in der Deutschsprachigen Gemeinschaft gehört.

## Geografie
Alster liegt knapp zwei Kilometer nördlich der Ortschaft Burg-Reuland, dem Hauptort der Gemeinde.

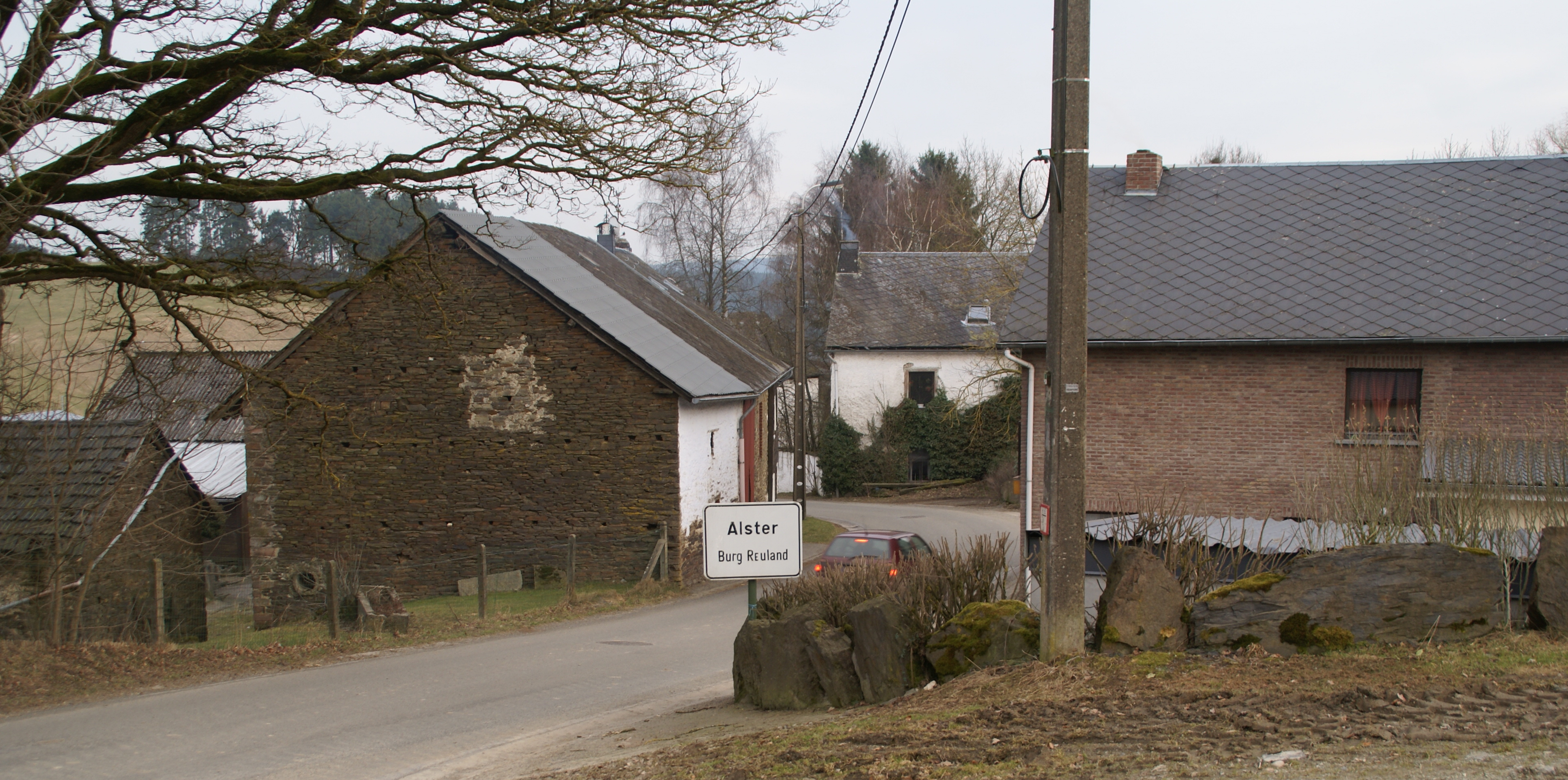
Ortseingang
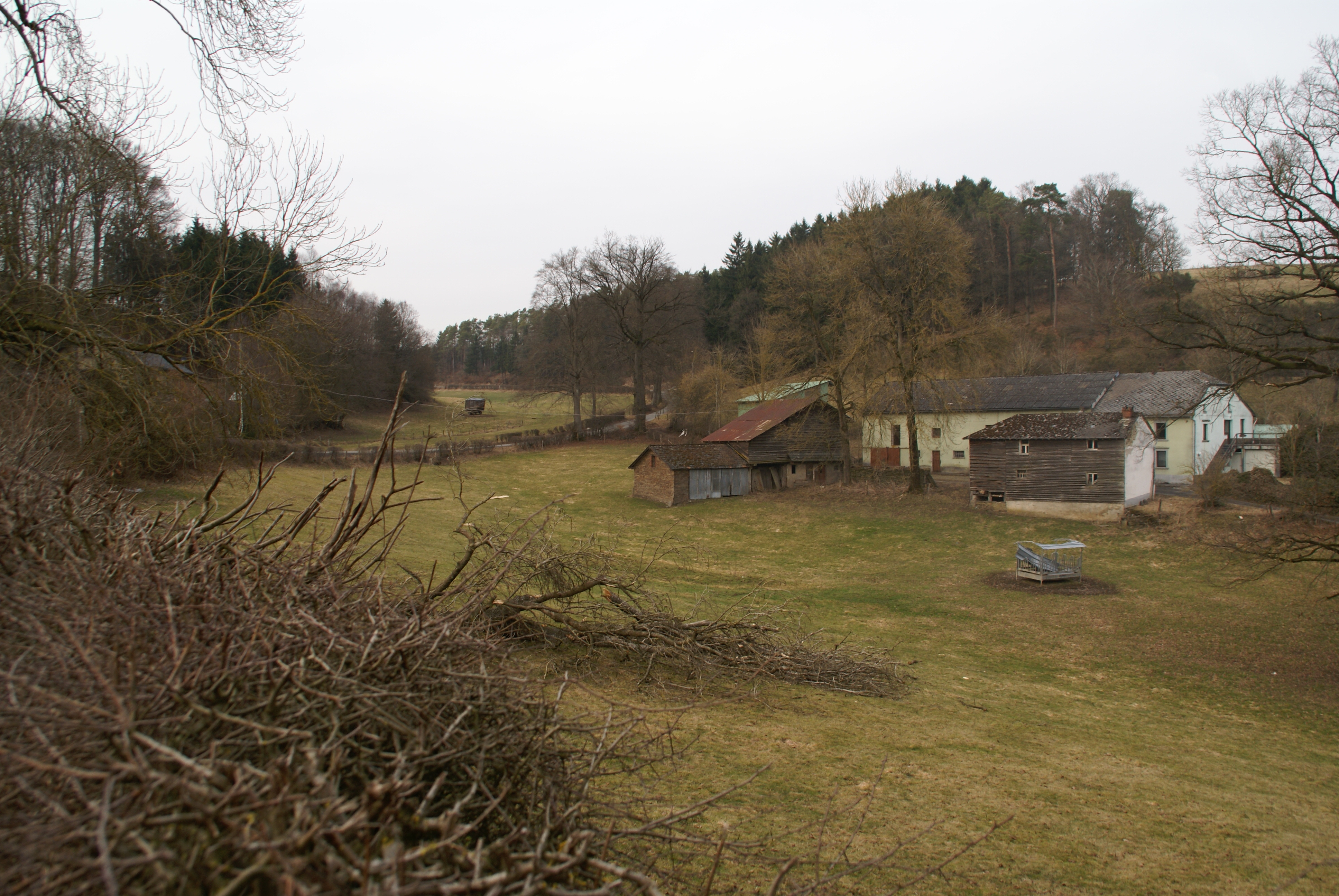
Landwirtschaftliches Anwesen in Alster
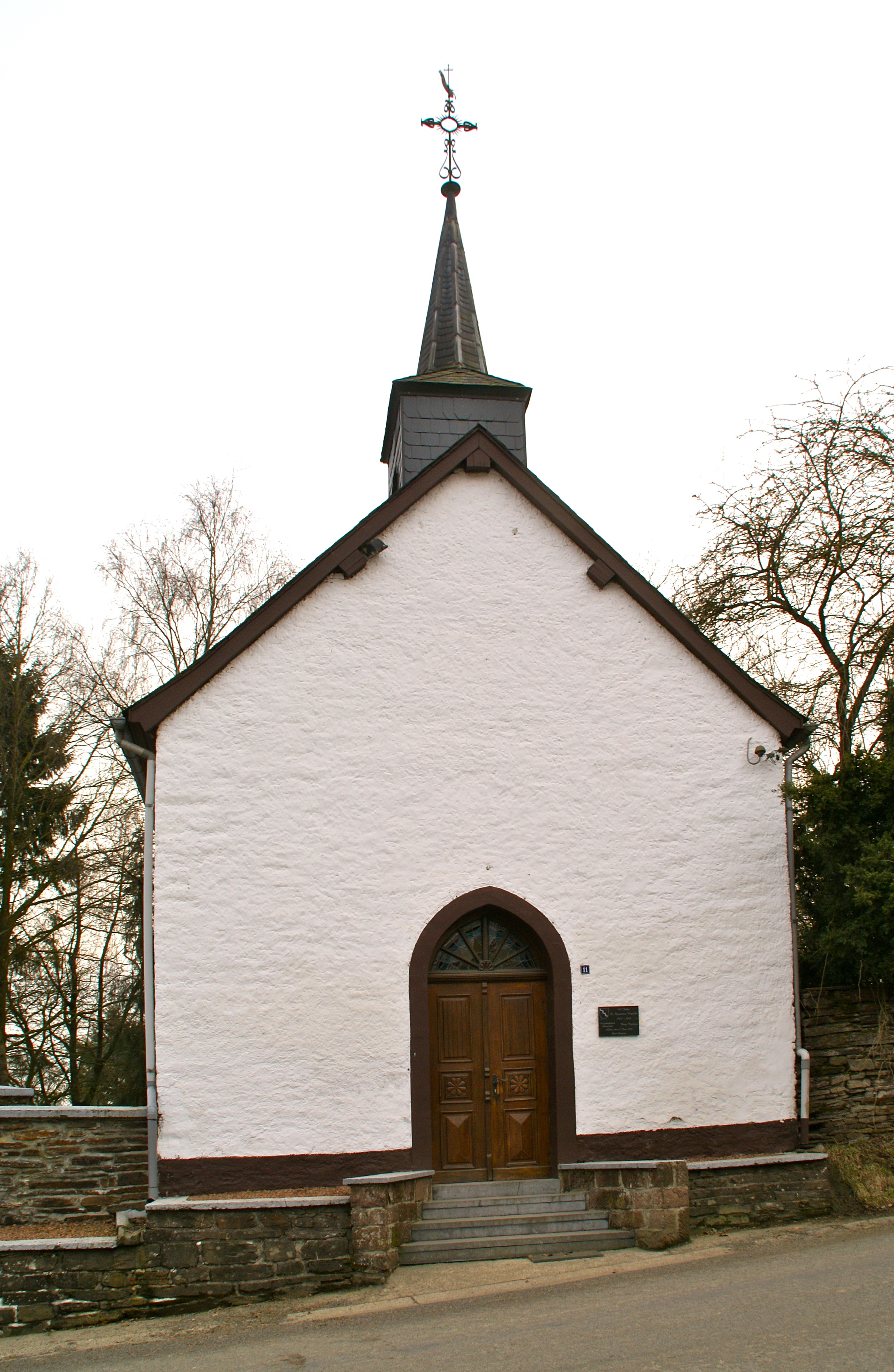
St. Quentinus Kapelle in Alster